# Dendropicos poecilolaemus
Dendropicos poecilolaemus là một loài chim trong họ Picidae.